# Bilával Bhutto Zardári
Bilával Bhutto Zardári (1988. szeptember 2. –) pakisztáni politikus, a Pakisztáni Néppárt elnöke és 2022 áprilisa óta az ország külügyminisztere. Benazír Bhutto volt miniszterelnök és férje, Ászif Ali Zardári korábbi köztársasági elnök egyetlen fia, Zulfikar Ali Bhutto, az ország első választott vezetőjének unokája. Társalapítója a Pakisztáni Demokratikus Mozgalomnak, amely pártszövetségben a Néppárt tradicionális ellenfelével, a Pakisztáni Muszlim Liga - Nawaz-zal (PML-N) fogott össze Imrán Hán miniszterelnök ellen, majd annak többségvesztése után kormányzókoalíciót is alapított a PML-N elnöke, Shahbaz Sharif vezetésével.

## Élete
Bilával a dubaji Rasíd Fiúiskolában tanult, ahol a diáktanács alelnöke volt. Fekete öves taekwondós. Jelenleg az Oxfordi Egyetem Christ Church kollégiumában tanul. Oxfordban tanult nagyapja is, és édesanyja is ugyanitt volt végzős hallgató. Mikor hallott anyja megöléséről a család dubaji házában volt, mert az egyetemen tartott a téli szünet.
Bilávalt 2007. december 30-án a Pakisztáni Néppárt elnökévé választották. Apját, Ászif Ali Zardárit jelölte meg Bhutto kívánt örökösének, de ő azt kérte, helyette a fiát nevezzék ki. Aszíf társelnök lett. Ugyanazon a sajtótájékoztatón azt is bejelentette, hogy a fiú, akit eddig Bilával Zardáriként ismertek, ezután a Bilával Bhutto Zardári nevet fogja használni.
Bilával be fogja fejezni oxfordi történelmi és politikai tanulmányait., mielőtt teljesen a párt vezetésével foglalkozna.